# Kadipaten (Majalengka)
Kadipaten is een plaats (kelurahan) in het onderdistrict (kecamatan) Kadipaten van het  regentschap Majalengka in de provincie West-Java, Indonesië.Kadipaten telt 11.883 inwoners (volkstelling 2010).